# Andrej Semjonov (fotbollsspelare)
Andrej Sergejevitj Semjonov (ryska: Андрей Серге́евич Семёнов), född 24 mars 1989 i Moskva, är en rysk fotbollsspelare som spelar för Achmat Groznyj. Han representerar även Rysslands fotbollslandslag.